# Couloisy
Couloisy est une commune française située dans le département de l'Oise, en région Hauts-de-France.

## Géographie

### Description
Couloisy est un village picard du Soissonnais jouxtant à l'est Attichy, situé dans la vallée de l'Aisne et traversé par la route nationale 31. Il se trouve à 15 km à l'Est de Compiègne, à 22 km à l'Ouest de Soissons et à 53 km au Sud-Ouest de Saint-Quentin.

### Communes limitrophes
| Berneuil-sur-Aisne |          | Attichy |
|                    | Couloisy | Jaulzy  |
| Cuise-la-Motte     | Croutoy  |         |

### Hydrographie
La commune est située dans le bassin Seine-Normandie. Elle est drainée par l'Aisne, la dérivation de Couloisy et le cours d'eau 01 du Bois Blanc,,.
L'Aisne est un  cours d'eau naturel navigable de 256 km de longueur, traversant les cinq départements Meuse, Marne, Ardennes, Aisne, Oise. Elle est un affluent en rive gauche de l'Oise, ce qui fait d'elle un sous-affluent de la Seine.

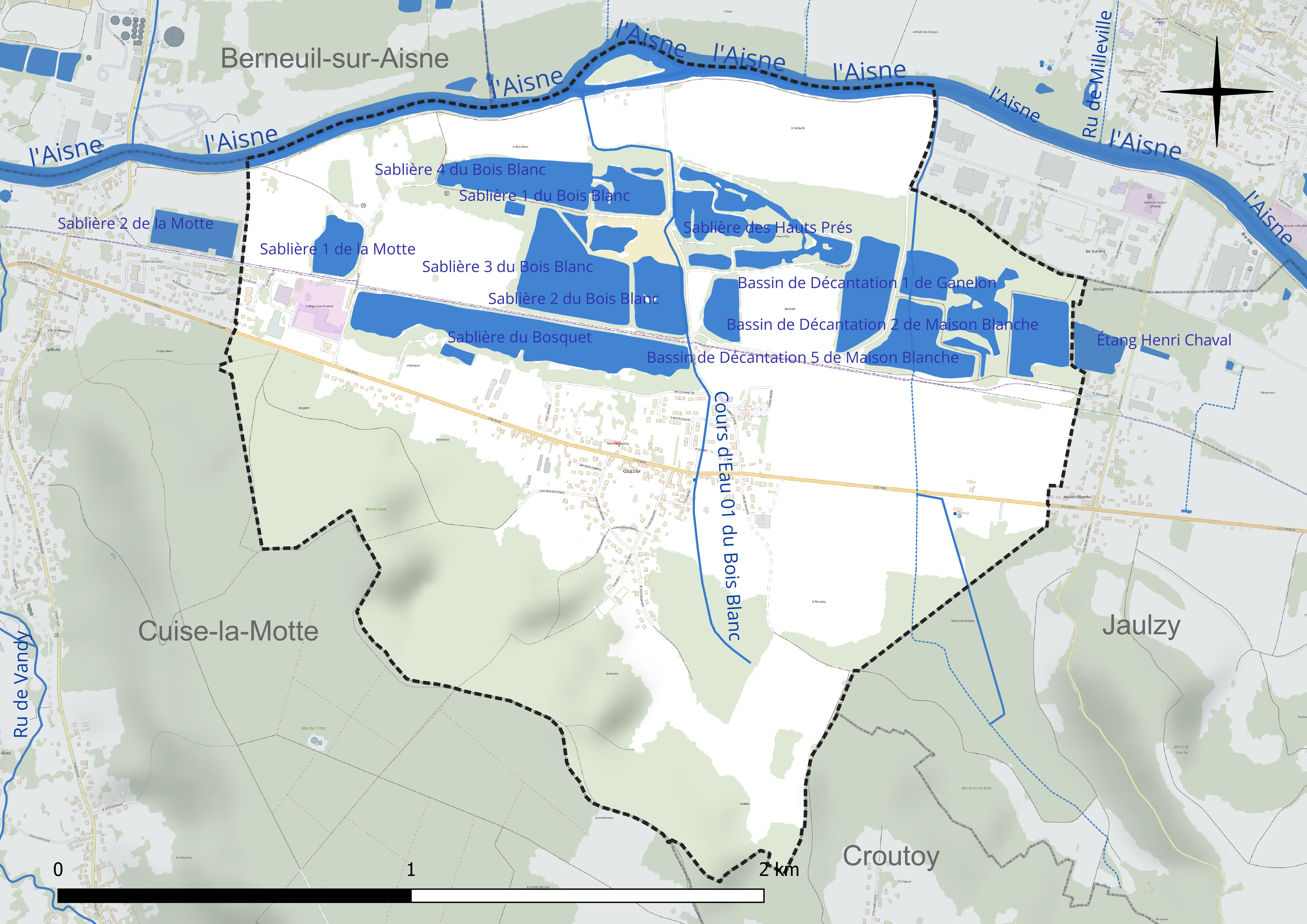
Réseau hydrographique de Couloisy.

Divers plans d'eau complètent le réseau hydrographique : la sablière 1 de la Motte (1,9 ha), la sablière 1 du Bois Blanc (2,1 ha), la sablière 2 du Bois Blanc (2,7 ha), la sablière 3 du Bois Blanc (6,7 ha), la sablière 4 du Bois Blanc (4,4 ha), la sablière des Hauts Prés (4,7 ha), la sablière du Bosquet (9,6 ha), le bassin de décantation 1 de Ganelon (3,7 ha), le bassin de décantation 2 de Ganelon (1,5 ha), le bassin de décantation 2 de Maison Blanche (3,3 ha), le bassin de décantation 3 de Maison Blanche (2,1 ha), le bassin de décantation 4 de Maison Blanche (1,7 ha), le bassin de décantation 5 de Maison Blanche (3,7 ha) et l'étang Henri Chaval, d'une superficie totale de 1,5 ha (0 ha sur la commune),.

### Climat
Pour des articles plus généraux, voir Climat des Hauts-de-France et Climat de l'Oise.
En 2010, le climat de la commune est de type climat océanique dégradé des plaines du Centre et du Nord, selon une étude du CNRS s'appuyant sur une série de données couvrant la période 1971-2000. En 2020, Météo-France publie une typologie des climats de la France métropolitaine dans laquelle la commune est exposée à un climat océanique altéré et est dans la région climatique Nord-est du bassin Parisien, caractérisée par un ensoleillement médiocre, une pluviométrie moyenne régulièrement répartie au cours de l'année et un hiver froid (3 °C).
Pour la période 1971-2000, la température annuelle moyenne est de 10,7 °C, avec une amplitude thermique annuelle de 15,2 °C. Le cumul annuel moyen de précipitations est de 716 mm, avec 11,3 jours de précipitations en janvier et 8,4 jours en juillet. Pour la période 1991-2020, la température moyenne annuelle observée sur la station météorologique la plus proche, située sur la commune de Margny-lès-Compiègne à 15 km à vol d'oiseau, est de 11,2 °C et le cumul annuel moyen de précipitations est de 633,5 mm,. Pour l'avenir, les paramètres climatiques de la commune estimés pour 2050 selon différents scénarios d'émission de gaz à effet de serre sont consultables sur un site dédié publié par Météo-France en novembre 2022.

## Urbanisme

### Typologie
Au 1er janvier 2024, Couloisy est catégorisée bourg rural, selon la nouvelle grille communale de densité à sept niveaux définie par l'Insee en 2022.
Elle appartient à l'unité urbaine de Trosly-Breuil, une agglomération intra-départementale regroupant quatre  communes, dont elle est une commune de la banlieue,,. Par ailleurs la commune fait partie de l'aire d'attraction de Compiègne, dont elle est une commune de la couronne,. Cette aire, qui regroupe 101 communes, est catégorisée dans les aires de 50 000 à moins de 200 000 habitants,.

### Occupation des sols
L'occupation des sols de la commune, telle qu'elle ressort de la base de données européenne d'occupation biophysique des sols Corine Land Cover (CLC), est marquée par l'importance des territoires agricoles (32,7 % en 2018), en diminution par rapport à 1990 (40,6 %). La répartition détaillée en 2018 est la suivante : 
terres arables (32,7 %), forêts (32,4 %), eaux continentales (19,6 %), zones urbanisées (15,2 %). L'évolution de l'occupation des sols de la commune et de ses infrastructures peut être observée sur les différentes représentations cartographiques du territoire : la carte de Cassini (XVIIIe siècle), la carte d'état-major (1820-1866) et les cartes ou photos aériennes de l'IGN pour la période actuelle (1950 à aujourd'hui).

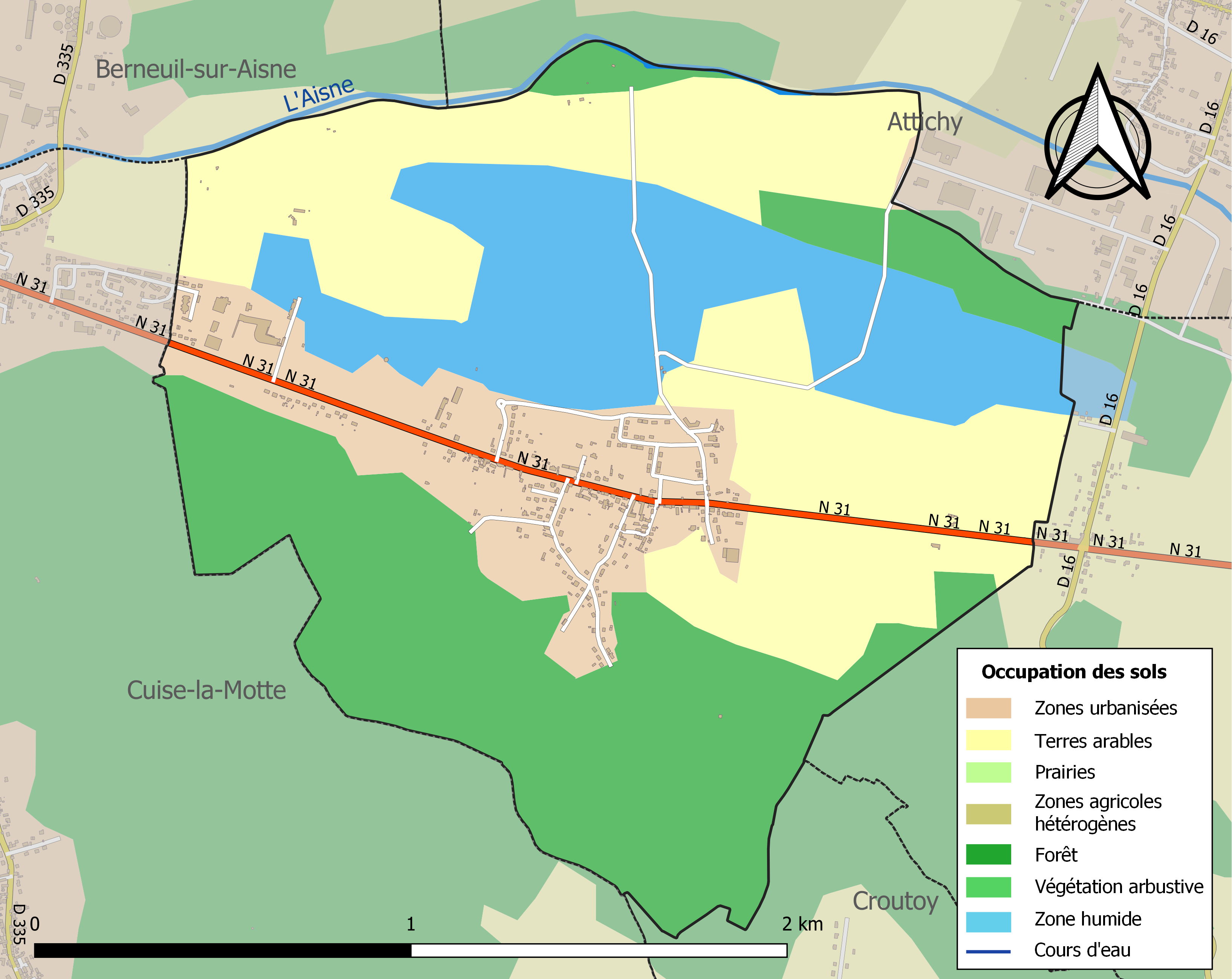
Carte des infrastructures et de l'occupation des sols de la commune en 2018 (CLC).

### Habitat et logement
En 2018, le nombre total de logements dans la commune était de 250, alors qu'il était de 226 en 2013 et de 203 en 2008.
Parmi ces logements, 88,4 % étaient des résidences principales, 0,8 % des résidences secondaires et 10,8 % des logements vacants. Ces logements étaient pour 86,4 % d'entre eux des maisons individuelles et pour 13,2 % des appartements.
Le tableau ci-dessous présente la typologie des logements à Couloisy en 2018 en comparaison avec celle de l'Oise et de la France entière. Une caractéristique marquante du parc de logements est ainsi une proportion de résidences secondaires et logements occasionnels (0,8 %) inférieure à celle du département (2,5 %) mais supérieure à celle de la France entière (9,7 %). Concernant le statut d'occupation de ces logements, 75,2 % des habitants de la commune sont propriétaires de leur logement (74,9 % en 2013), contre 61,4 % pour l'Oise et 57,5 pour la France entière.
| Typologie                                               | Couloisy | Oise | France entière |
| ------------------------------------------------------- | -------- | ---- | -------------- |
| Résidences principales (en %)                           | 88,4     | 90,4 | 82,1           |
| Résidences secondaires et logements occasionnels (en %) | 0,8      | 2,5  | 9,7            |
| Logements vacants (en %)                                | 10,8     | 7,1  | 8,2            |

### Voies de communication et transports
La commune est desservie, en 2023, par les lignes 650, 651, 6302, 6319 et 6334 du réseau interurbain de l'Oise.
Une piste cyclable a été aménagée sur l'ancienne Ligne de Rochy-Condé à Soissons, dont le trafic voyageur a cessé en 1939.

## Toponymie
Le nom de la localité est attesté sous les formes Colosiacum (858) ; villam Colesiacum (872) ; Colosiacus (1057) ; Colesiacus (1057) ; altare Colisiaci villae (1057) ; Coloisi (1155) ; de colosiaco (vers 1200) ; Colisia villa (vers 1245) ; Colosi (1309) ; domus de coloisi (1319) ; Coloizi (XIIIe) ; Coloisy (XVIe) ; Couloisi (XVIe) ; Colesy (XVIe) ; Couloizy (XVIe) ; Couloisy (1764).

## Histoire

### Antiquité
Émile Coët relate « Des améliorations apportées au cours de l'Aisne, amenèrent, en 1840, la découverte, au lieu dit le Hérand, d'un cercueil en pierre, d'un tintabulum (sonnette en fer) trouvés entre les cornes d'un bouc, et d'un magnifique vase en bronze, d'une forme très élégante, avec une anse ornée d'un médaillon de Bacchus ou d'Apollon. On y trouva encore des monnaies romaines impériales, antérieures à Constantin le jeune, puis des vases de différentes formes, une grande amphore des armes et beaucoup de tuiles à double rebord (Teguloe incurva).
Au lieu dit la Platrière, près de la route de Soissons, on a découvert une grande quantité de sarcophages ».

### Moyen-Âge
Louis VII le Jeune accorde en  septembre 1155  certaines franchises aux habitants de Couloisy.

### Époque contemporaine

#### Raid Pékin-Paris 1907
La commune de Couloisy, instituée par la Révolution française, est fugacement réunie de 1826 à 1832 à celle de Croutoy.
En août 1907 lors du raid Pékin-Paris et de l'avant dernière étape qui devait les mener de Soissons à Compiègne, Georges Cormier et Victor Collignon (tous deux respectivement 2e et 3e) sur voitures De Dion-Bouton, font halte au café de Couloisy situé sur la RN 31, afin de faire le plein en bidons de carburant et se désaltérer. Ils sont accueillis par le marquis Jules-Albert de Dion et le petit père Bouton au garage Chauviet de Compiègne. Le lendemain une foule en liesse les escorte dans les rues de Paris jusqu'à l'arrivée du raid, devant le journal Le Matin.

#### Première Guerre mondiale

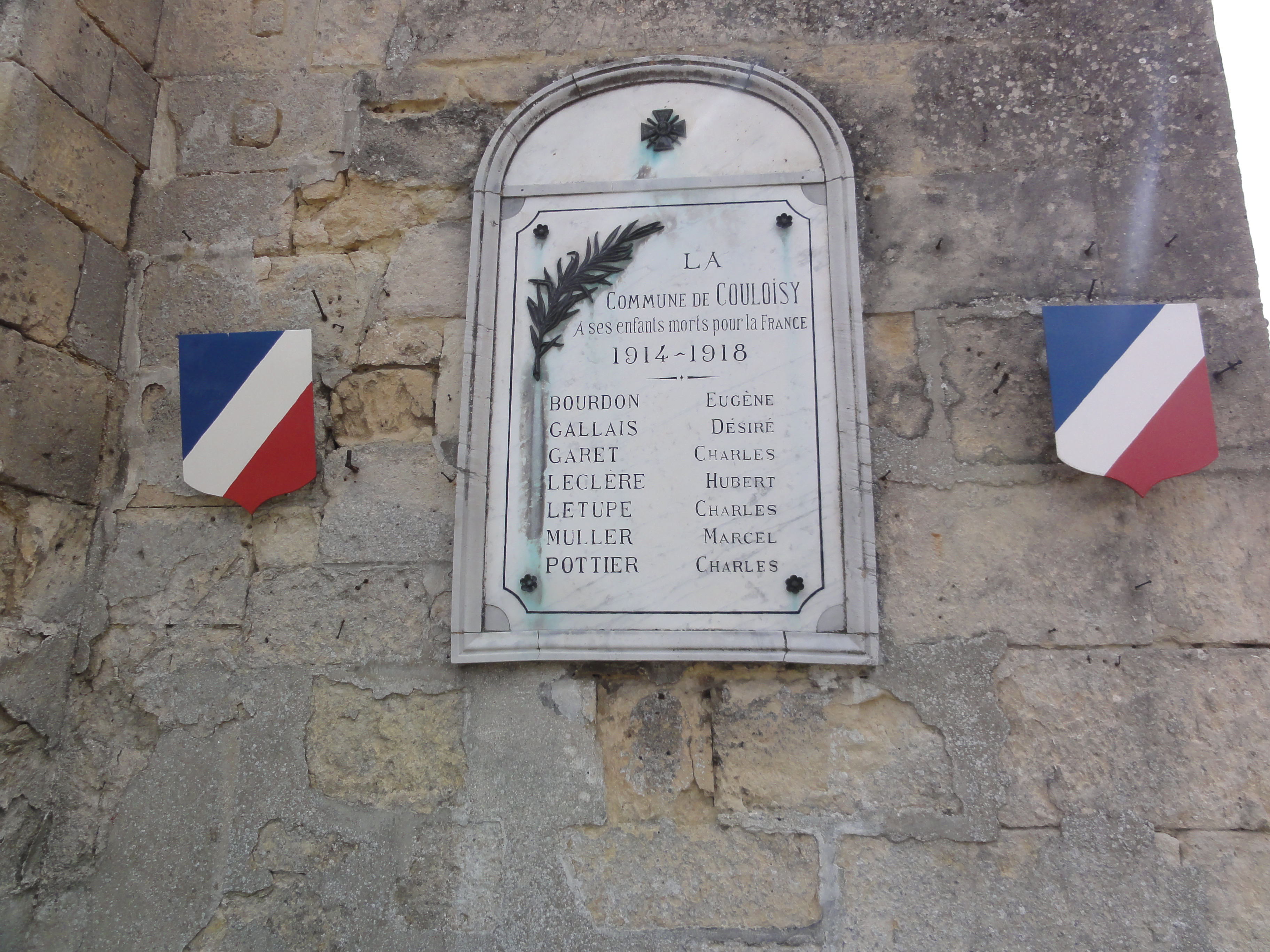
Monument aux morts.

Si le village est bombardé à plusieurs reprises, il est surtout un cantonnement et un lieu de repos de 1914 à 1918, pour les poilus. Le 16 juin 1918, le colonel du 2e bataillon de chasseurs à pied rapporte  dans son Journal de marche, l'état des maisons abandonnées à la hâte par ses habitants et pillées, que ses hommes découvrent à leur arrivée.
Le général Mangin, donne l'ordre de traduire en cour martiale tout militaire pris dans une affaire de vol. Dans la grange du n°47 route de Reims sur la RN 31, les 28e, 99e, 417e régiments d'infanterie, le 106 bataillon de chasseurs à pied, le 15e régiment de dragons, le 3e régiment de zouaves et bien d'autres encore, ont laissé des vestiges (graffitis, postes de tir, etc.). Les restes de deux roulantes de cuisine, des affaires personnelles et d'émouvantes lettres de jeunes gens venus du Creusot pour mourir lors de la deuxième bataille de Picardie et surtout lors des assauts sur Noyon, y sont découvertes en 2008 dans la paille encore intacte de l'époque.
Couloisy  a été décoré de la Croix de guerre 1914-1918 le 21 février 1921.
Après la guerre, les familles dont les maisons étaient détruites sont relogées dans des maisons de bois très caractéristiques de la reconstruction provisoire. Un exemplaire, encore en très bon état, a été conservé sur le site de la Roseraie.

## Politique et administration

### Conseil Municipal
Le conseil municipal de Couloisy compte à son actif 15 membres (Le Maire, 3 adjoints, 11 conseillers).
- Mr Jean-Claude Cormont (Maire)
- Gérard Vinet (1er adjoint)
- Janine Van Gool (2ème adjoint)
- Tony Jespierre (3ème adjoint)
- Anne-Claire Da Silva (Conseillère)
- Laure Didelet (Conseillère)
- David Fosset (Conseiller)
- Anne Jolibois (Conseillère)
- Jean-Luc Langlet (Conseiller)
- Éric Letupe (Conseiller)
- Mathilde Maillard (Conseillère)
- Philippe Mateusiak (Conseiller)
- Lucia Quin (Conseillère)
- Angélique Trolard (Conseillère)
- Patrice Van Gool (Conseiller)

### Rattachements administratifs et électoraux

#### Rattachements administratifs
La commune se trouve dans l'arrondissement de Compiègne du département de l'Oise.
Elle faisait partie depuis 1801 du canton d'Attichy. Dans le cadre du redécoupage cantonal de 2014 en France, cette circonscription administrative territoriale a disparu, et le canton n'est plus qu'une circonscription électorale.

#### Rattachements électoraux
Pour les élections départementales, la commune fait partie depuis 2014 du canton de Compiègne-1
Pour l'élection des députés, elle fait partie de la cinquième circonscription de l'Oise.

### Intercommunalité
Couloisy est membre de la Communauté de communes des Lisières de l'Oise, un établissement public de coopération intercommunale (EPCI) à fiscalité propre créé en 2000 sous le nom de communauté de communes du Canton d'Attichy et auquel la commune a transféré un certain nombre de ses compétences, dans les conditions déterminées par le code général des collectivités territoriales.

### Liste des maires
| Période                                  | Période                       | Identité                     | Étiquette | Qualité                                 |
| ---------------------------------------- | ----------------------------- | ---------------------------- | --------- | --------------------------------------- |
| Les données manquantes sont à compléter. |                               |                              |           |                                         |
| 1881                                     |                               | Henry Auguste Désiré Nattier |           |                                         |
| Les données manquantes sont à compléter. |                               |                              |           |                                         |
| 1967                                     | 1994                          | Pierrette Moinier            |           |                                         |
| Les données manquantes sont à compléter. |                               |                              |           |                                         |
| mars 2001                                | 2008                          | André Papyn                  |           |                                         |
| mars 2008                                | En cours (au 2 décembre 2021) | Jean-Claude Cormont          |           | Retraité Réélu pour le mandat 2020-2026 |

## Équipements et services publics

### Enseignement
Le collège d'enseignement secondaire (collège) Louis-Bouland, regroupant 567 élèves en 2012-2013. Une école Élémentaire portant le nom "Le Tilleul" est également installée dans la commune, à côté de l'Église Notre-Dame.

### Équipements sportifs
La communauté de communes gère la piscine olympique Marcel Mérigonde située près du collège ainsi que le complexe sportif en face de celle-ci.

## Population et société

### Démographie

#### Évolution démographique
L'évolution du nombre d'habitants est connue à travers les recensements de la population effectués dans la commune depuis 1793. Pour les communes de moins de 10 000 habitants, une enquête de recensement portant sur toute la population est réalisée tous les cinq ans, les populations de référence des années intermédiaires étant quant à elles estimées par interpolation ou extrapolation. Pour la commune, le premier recensement exhaustif entrant dans le cadre du nouveau dispositif a été réalisé en 2007.

En 2022, la commune comptait 592 habitants, en évolution de +12,12 % par rapport à 2016 (Oise : +0,87 %, France hors Mayotte : +2,11 %).
| 1793 | 1800 | 1806 | 1821 | 1836 | 1841 | 1846 | 1851 | 1856 |
| ---- | ---- | ---- | ---- | ---- | ---- | ---- | ---- | ---- |
| 146  | 140  | 167  | 156  | 176  | 211  | 194  | 183  | 187  |

| 1861 | 1866 | 1872 | 1876 | 1881 | 1886 | 1891 | 1896 | 1901 |
| ---- | ---- | ---- | ---- | ---- | ---- | ---- | ---- | ---- |
| 191  | 190  | 171  | 146  | 161  | 147  | 157  | 146  | 163  |

| 1906 | 1911 | 1921 | 1926 | 1931 | 1936 | 1946 | 1954 | 1962 |
| ---- | ---- | ---- | ---- | ---- | ---- | ---- | ---- | ---- |
| 148  | 166  | 185  | 210  | 210  | 200  | 185  | 222  | 241  |

| 1968 | 1975 | 1982 | 1990 | 1999 | 2006 | 2007 | 2012 | 2017 |
| ---- | ---- | ---- | ---- | ---- | ---- | ---- | ---- | ---- |
| 256  | 331  | 439  | 464  | 528  | 494  | 488  | 499  | 541  |

| 2022 | - | - | - | - | - | - | - | - |
| ---- | - | - | - | - | - | - | - | - |
| 592  | - | - | - | - | - | - | - | - |

#### Pyramide des âges
La population de la commune est relativement jeune.
En 2018, le taux de personnes d'un âge inférieur à 30 ans s'élève à 34,9 %, soit en dessous de la moyenne départementale (37,3 %). À l'inverse, le taux de personnes d'âge supérieur à 60 ans est de 23,0 % la même année, alors qu'il est de 22,8 % au niveau départemental.
En 2018, la commune comptait 272 hommes pour 296 femmes, soit un taux de 52,11 % de femmes, légèrement supérieur au taux départemental (51,11 %).
Les pyramides des âges de la commune et du département s'établissent comme suit.
| Hommes | Classe d’âge | Femmes |
| ------ | ------------ | ------ |
| 0,8    | 90 ou +      | 1,4    |
| 5,0    | 75-89 ans    | 7,7    |
| 14,4   | 60-74 ans    | 16,7   |
| 23,6   | 45-59 ans    | 19,9   |
| 21,0   | 30-44 ans    | 19,8   |
| 13,7   | 15-29 ans    | 13,9   |
| 21,6   | 0-14 ans     | 20,6   |

| Hommes | Classe d’âge | Femmes |
| ------ | ------------ | ------ |
| 0,5    | 90 ou +      | 1,4    |
| 5,5    | 75-89 ans    | 7,6    |
| 15,6   | 60-74 ans    | 16,3   |
| 20,8   | 45-59 ans    | 20     |
| 19,4   | 30-44 ans    | 19,4   |
| 17,6   | 15-29 ans    | 16,2   |
| 20,6   | 0-14 ans     | 19,1   |

## Culture locale et patrimoine

### Lieux et monuments
La commune compte un monument historique :
- Église Notre-Dame de Couloisy, située à l'écart du village, a été construite .vers 1150 et remaniée au XVIe siècle. La façade et le clocher datent de l'origine de l'édifice, la nef a été profondément remaniée au XIXe siècle. « Bien que de dimensions modestes, Notre-Dame est un excellent exemple de l'exceptionnelle qualité atteinte par l'architecture religieuse du Soissonnais au XIIe siècle[31] »

On peut également signaler : 
- Monument aux morts.
- Lavoir
- Salle Communale
- Écluse
- La Roseraie  de Couloisy, 8 rue de la recompense, compte plus de 1000 variétés de roses anciennes ou modernes, dans un jardin privé de 10 000 m2[32],[33].
- Ses pistes cyclables et la proximité de l'Aisne et de la forêt de Compiègne sont des atouts touristiques pour la commune.

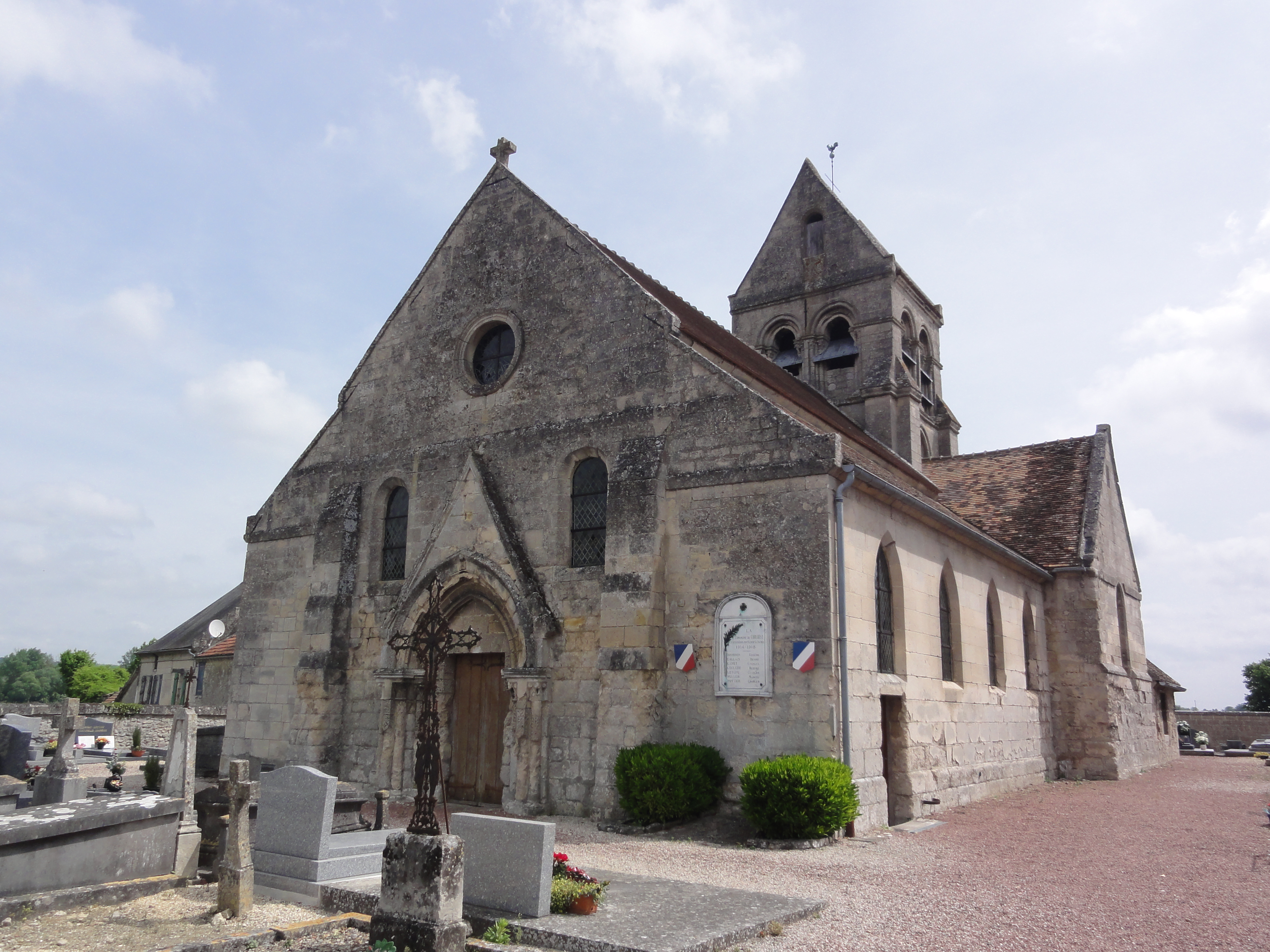
Église Notre-Dame de Couloisy.
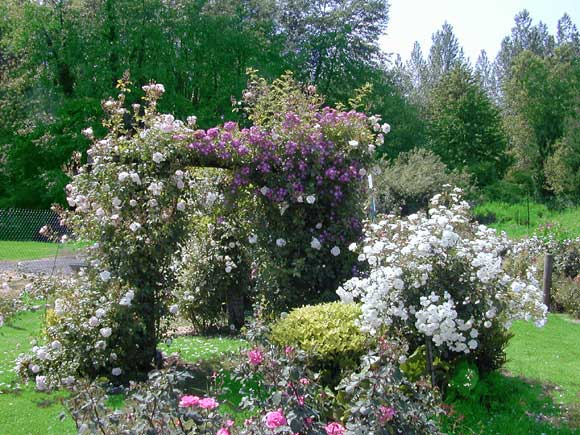
Massif de roses dans la Roseraie.
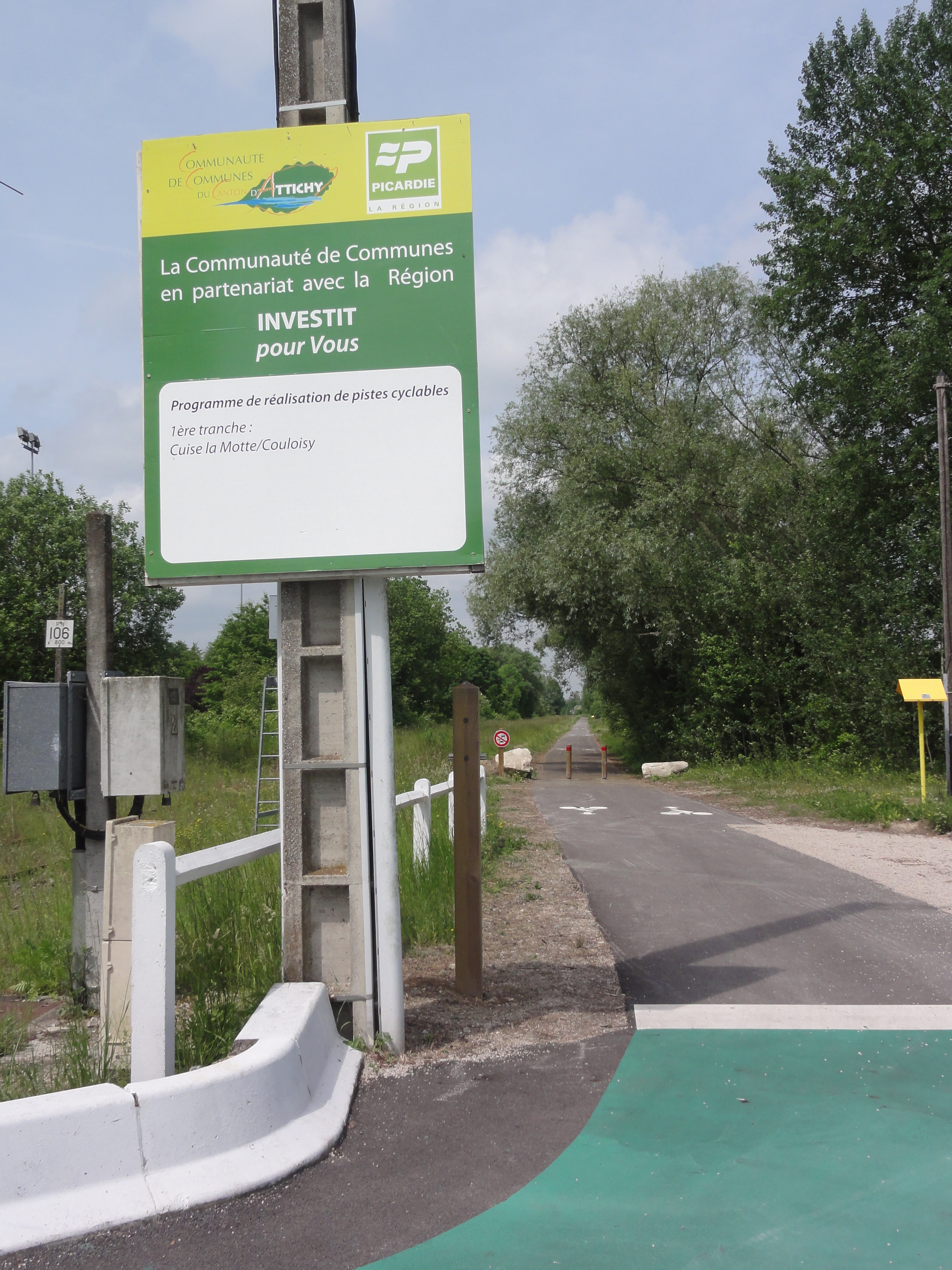
Piste cyclable Cuise-la-Motte - Couloisy.
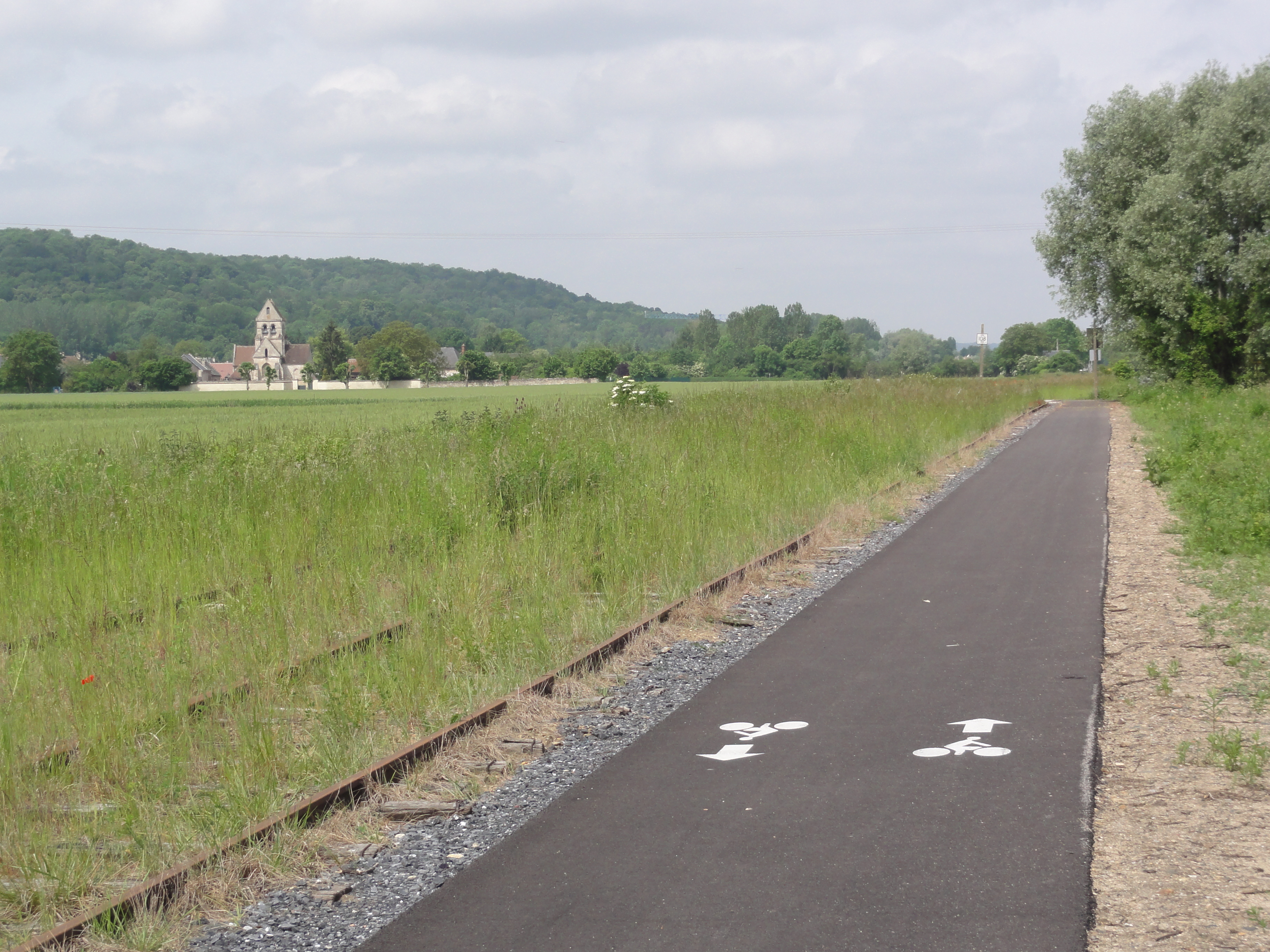
Piste cyclable Couloisy - Jaulzy - Courtieux.

### Personnalités liées à la commune
- Le nom d'un ancien seigneur de Couloisy, Jérôme des Crestines, est mentionné dans une inscription de l'église[19]
- Le soldat Georges Langevin lors de son repos dans le village en juillet 1916, écrivit un émouvant poème à sa femme Henriette :

ICI-BAS
Ici-bas les lèvres effleurent
Sans rien laisser de leur velours
Je rêve aux baisers qui demeurent
Toujours
Ici-bas tous les hommes pleurent
Leurs amitiés ou leurs amours
Je rêve aux couples qui demeurent
Toujours, Toujours
Geo Langevin, juillet 1916, Couloisy Oise.